# Mário Jardel
Mário Jardel de Almeida Ribeiro (Fortaleza, 1973. szeptember 18. –) brazil labdarúgócsatár.

## Pályafutása

### A válogatottban
Először 1993 márciusában, 19 évesen szerepelt a brazil U20-as labdarúgó-válogatottban az ausztráliai U20-as világbajnokságon, ahol Brazília lett a torna bajnoka.
A Seleção színeiben csereként debütált Ronaldo helyén egy Oroszország elleni barátságos mérkőzésen 1996 augusztusában. Tagja volt a 2001-es Copa Américan szereplő válogatott keretének is.

## Statisztika

### A válogatottban
| Válogatott        | Év   | Mérk. | Gólok |
| ----------------- | ---- | ----- | ----- |
| Brazil válogatott | 1996 | 2     | 0     |
| Brazil válogatott | 1997 | 1     | 0     |
| Brazil válogatott | 1999 | 2     | 0     |
| Brazil válogatott | 2000 | 2     | 1     |
| Brazil válogatott | 2001 | 3     | 0     |